# Silvisaurus
Silvisaurus is een geslacht van uitgestorven plantenetende ornithischische dinosauriërs, behorend tot de Ankylosauria, dat tijdens het Vroeg-Krijt leefde in het gebied van het huidige Noord-Amerika.

## Vondst en naamgeving
Midden jaren vijftig vond Warren H. Condray op het land van zijn ranch in Ottawa County in Kansas het skelet van een dinosauriër. De vondst leek hem wel belangwekkend dus nam hij contact op met senator Frank Carlson die hem doorverwees naar de rector van de Universiteit van Kansas, Franklin David Murphy. Deze zond de preparateur van de afdeling paleontologie der gewervelden van het natuurhistorisch museum van de universiteit, Russell R. Camp, om de zaak te onderzoeken. In juli 1955 wist Camp met behulp van Condray het skelet te bergen. Op basis hiervan benoemde en beschreef Theodore Eaton jr. in 1960 de typesoort Silvisaurus condrayi. De geslachtsnaam is afgeleid van het Latijnse silva, 'bos', een verwijzing naar de vondst van boombladeren in de fossiele lagen die wezen op uitgestrekte wouden in een gematigd warm klimaat. De soortaanduiding eert Condray.
Het holotype KU 10296 is gevonden in een laag behorend tot de Terracota Clay Member van de Dakotaformatie die dateert uit het Albien-Cenomanien, ongeveer honderd miljoen jaar oud. Het bestaat uit een gedeeltelijk skelet met schedel en onderkaken. Bewaard zijn verder gebleven: acht halswervels, een reek van twee voorste ruggenwervels, een achterliggende reeks van drie ruggenwervels, de vergroeide laatste vijf ruggenwervels, een heiligbeen met zes sacrale wervels en sacrale ribben nog verbonden aan stukken darmbeen, vijf staartwervels, een mogelijk linkerschaambeen, de onderkant van het rechterdijbeen en een teenkootje. Naast de skeletdelen zijn ook uitgebreide resten van het lichaamspantser gevonden.
De kwaliteit van de botten is niet erg goed en sommige elementen zijn slechts als afdruk of natuurlijk afgietsel aanwezig. Het skelet was ontdekt doordat het al aan het eroderende oppervlak van een drooggevallen rivierbed tevoorschijn was gekomen en daardoor zijn de beenderen verweerd geraakt en vertrapt door runderen; sommige botten werden door het water wel vijftig meter stroomafwaarts gevoerd. Het fossiel werd geprepareerd door Camp met hulp van een student, Glenn H. Marihugh; beiden hadden veel moeite het breekbare botmateriaal uit het zeer harde moedergesteente tevoorschijn te halen dat uit ijzersteen bestond.

## Beschrijving
Silvisaurus is een vrij kleine ankylosauriër. Eaton schatte de lengte op slechts zo'n drie meter. In 2010 schatte Gregory S. Paul de lichaamslengte op vier meter, het gewicht op een ton.

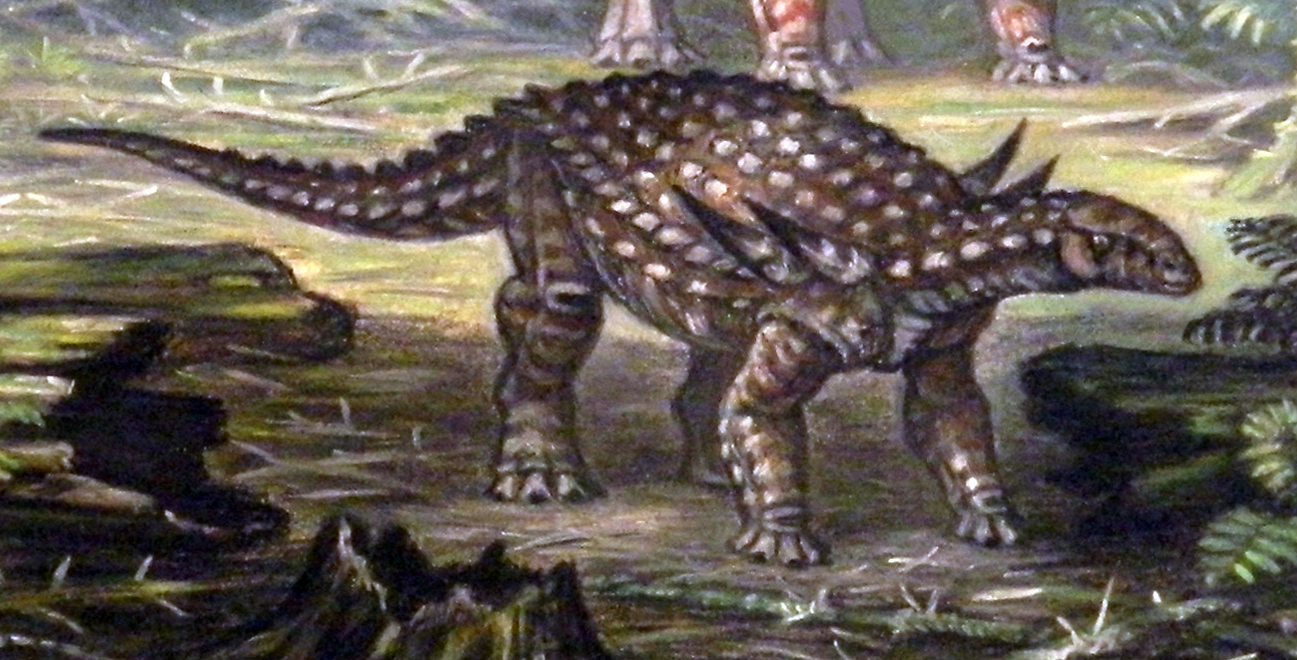
Een reconstructie

Eaton stelde enige typerende en onderscheidende kenmerken vast. De schedel is peervormig, waarbij de breedte ongeveer driekwart van de lengte bedraagt; het breedste punt bevindt zich net achter de oogkassen. Beide slaapvenster zijn overdekt door beenpantser, maar dit laatste toont geen opvallende uitsteeksels. op het achterhoofd is de condylus occipitalis slechts iets naar beneden gericht; de kop staat dus ongeveer in het verlengde van de nek. Het verhemelte toont twee kloofvormige openingen die achteraan overlopen in diepe ronde uithollingen met een dunne beenwand in de pterygoïden. De pterygoïden raken de quadrata maar zijn er niet mee versmolten. In de praemaxilla van de bovenkaak staan acht of negen tanden die vrij stomp zijn, aan hun basis verdikt, en kegelvormig, en lage kartelingen bezitten. Het aantal tanden in het bovenkaaksbeen bedraagt zeventien of achttien. Hun kronen zijn spatelvormig en dragen aan iedere snijrand zeven tot negen kartelingen waartussen groeven lopen die tot halverwege de afgeplatte zijkanten reiken. De basis is verdikt maar niet ruw. In de onderkaak staat zevenentwintig tanden met een vorm die gelijkend is op die van het bovenkaaksbeen. Het heiligbeen bestaat uit zes vergroeide wervels verbonden aan sacrale ribben en vooraan aan vijf achterste vergroeide ruggenwervels. De borstribben hebben een L-vormige of T-vormige doorsnede. Het lichaamspantser is onbeweeglijk boven de heupen. De rug is bedekt met afgeplatte veelhoekige of afgeronde platen. De romp en staart hebben stekels aan de zijkanten.
Het viel Eaton op dat de neusholten achteraan overgingen in vergrote uithollingen die tot in de pterygoïden doorliepen. Daar deze holten erg dunne wanden bezaten, nam hij aan dat het resonantiekamers waren bedoeld om een geluid te versterken. Uit hun lengte, zo'n vijf centimeter, leidde hij af dat de roep, of beter: het gesnork, van Silvisaurus vrij schril moet hebben geklonken, met een toonhoogte van E of F, vier octaven hoger dan een centrale C.
Van het lichaamspantser van Silvisaurus konden wat details vastgesteld worden. De kop is bezet met vastgegroeide beenschubben. De precieze vorm daarvan is echter onduidelijk daar hun grenzen door verwering zijn verdwenen. Het overige materiaal is niet verband gevonden maar in de vorm van losse platen en stekels. De romp wordt bedekt door grote zeshoekige platen. In drie gevallen bleken vier van die platen samengegroeid te zijn tot een lange rij met een ongelijkmatige en hoekige kromming. Daarvan dacht Eaton dat ze de schouder bedekten, bij latere vondsten zijn dergelijke structuren echter rond de nek aangetroffen, als omhullende halsbergen. Daarnaast zijn matig lange kegelvormige stekels aangetroffen die van binnen uitgehold zijn en op een uitgeholde ronde basis staan. Die werden door Eaton in een getekende reconstructie op de rand van de romp en het uiteinde van de staart geplaatst. Voord dat laatste had hij geen direct bewijs; het weerspiegelde zijn overtuiging dat de Ankylosauria en de Stegosauria nauw verwant waren.

## Fylogenie
Silvisaurus werd door Eaton in de Nodosauridae geplaatst, wat overeenkomt met moderne analyses. Hij heeft in die groep volgens veel analyses een basale positie, onder in de stamboom. De praemaxillaire tanden in het voorste deel van de bovenkaak zijn een typisch basaal kenmerk. Een zodanige plaatsing komt goed overeen met de grote ouderdom van de soort. Sommige studies echter hebben als uitkomst dat Silvisaurus hoger in de stamboom staat.